# Набережная Круазет
На́бережная Круазе́т (Променад дё ля Круазет, Бульвар дё ля Круазет, фр. Promenade de la Croisette) — известный бульвар вдоль побережья Канн (Франция), разбитый на месте древней дороги под названием Путь малого креста. Внесена во Всеобщий список культурного наследия Франции (фр.) 9 февраля 2001 года.

## Расположение
Находится в центре города, соединяет старый порт и Дворец фестивалей с мысом Пальм-Бич (старое название — мыс Креста). Имеет протяженность около 2,8 км. Благодаря своему выгодному расположению стала местом дорогой застройки: здесь расположились престижные отели («Карлтон», «Мартинес», «Мажестик»), магазины всемирно известных марок.
С набережной открывается вид на Леринские острова, на которых расположен один из самых древних монастырей Галлии: Леринское аббатство.

## История

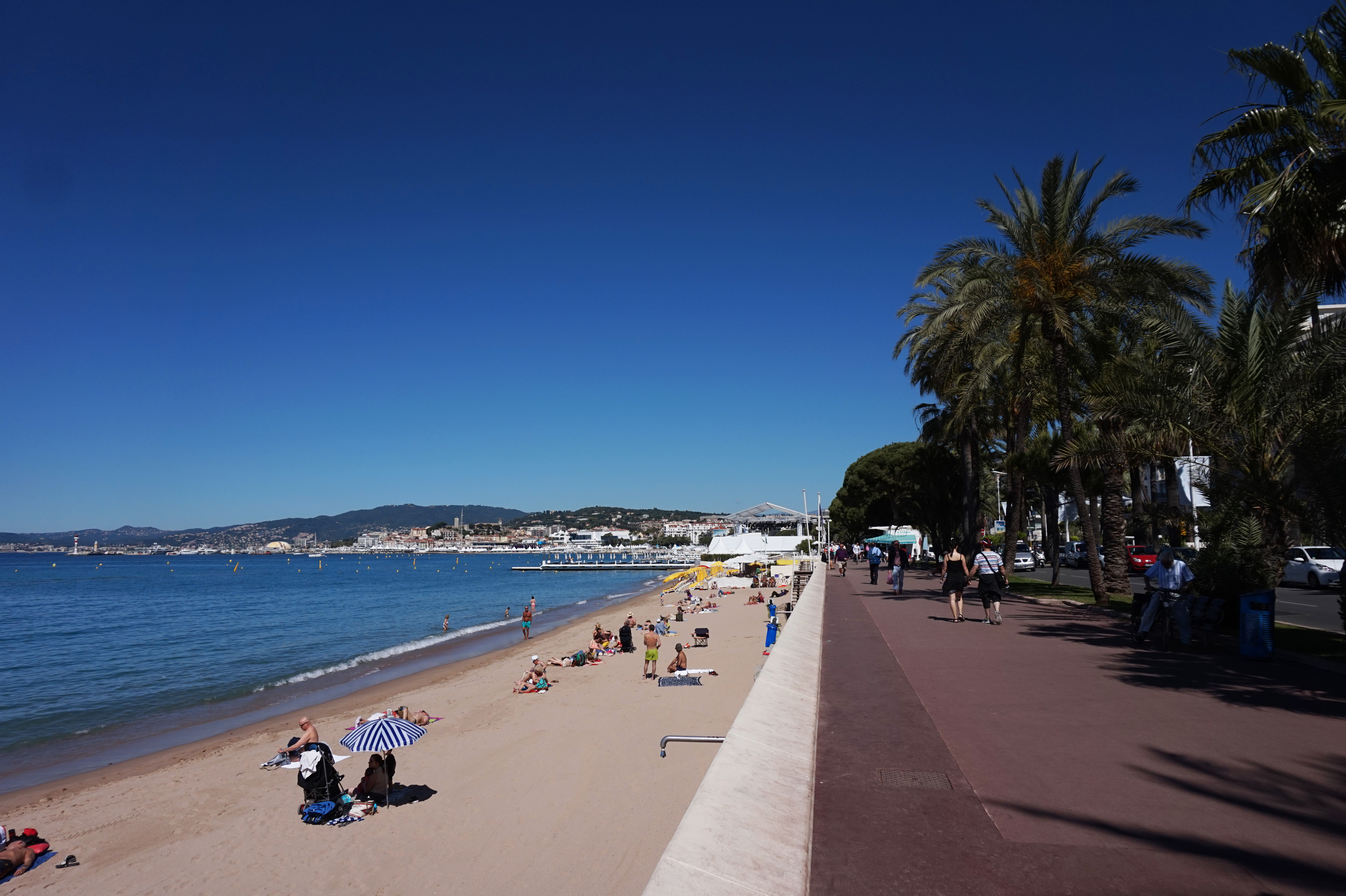
Круазет

В 1853 году мэр города ходатайствовал о выделении прибрежной полосы Канн под сооружение променада для прогулок. После того, как в 1856 году 26 землевладельцев согласились с предложенным проектом, муниципальный совет в 1859 году одобрил его. В 1860—1863 годах произведено обустройство новой улицы с проезжей частью. С 22 сентября 1866 года улица называлась бульваром Императрицы.
После Второй мировой войны большинство крупных зданий на набережной были перестроены. Вместо построенного в 1864 году навигационного кружка в 1949 году был возведен первый Дворец фестивалей и конгрессов.

## В искусстве
- Пьеса «Набережная Круазет»[2] драматурга Зиновия Сагалова.